# 그렉 오든
그렉 오든(영어: Greg Oden, 1988년 1월 22일 ~ )은 미국의 농구 선수이다.

## 생애
그렉 오든은 1988년 1월 22일 미국 뉴욕주 버팔로에서 태어났다

## NBA 선수 시절
그렉 오든은 2007년 NBA 드래프트에서 1라운드 1순위로(1라운드 2순위는 2008신인상 케빈 듀란트)포틀랜드 트레일 블레이저스에 지명되었다.
한때 빌러셀과 같은 NBA 최고 센터가 될 것이라 예상했으나.
2007~2008시즌이 시작되기 전 무릎 수술을 한 후 2008~2009시즌에 본격적으로 경기에 출전하였으나 전방십자인대 파열로 2009년 12월 5일 이후로 경기에 출전하지 못하였다.
2012년 포틀랜드 트레일 블레이저스에서 방출되었다.
2013~2014시즌 마이애미 히트와 2년 계약했으며 뉴올리언스 펠리컨스와의 경기에서 4년 만에 출전하였다.
2014~2015시즌 현재 어떠한 팀에도 소속 되어있지 않다